# Lonac
Lonac je metalna posuda okruglog oblika za pripremu hrane kuhanjem. Namijenjen je za kuhanje veće količine tekuće hrane u odnosu na tavu. Nekada se je rabio i za podgrjavanje vode za kuhinjske potrebe. Može biti s poklopcem ili bez poklopca. U novije vrijeme lonci su izrađeni od metala poput željeza, lijevanog željeza, čelika, aluminija, mjedi ili bakra.
Umijeće izrade lonaca od gline datira u prapovijesno doba. U hrvatskoj kulturi se zadržalo do sredine 20. stoljeća u seoskim sredinama. Dva osnovna načina proizvodnje su bila na ručnom i nožnom lončarskom kolu. Lonce i glinene posude se izrađivalo od navlažene gline te sušilo na zraku i zatim pečenjem na visokoj temperaturi. Glinene lonce se koristilo za kuhanje na otvorenim ognjištima, pečenje, čuvanje hrane itd.
Lonac je posuda viša od teće (rajngle, šerpe).